# Elseebub
Elsa Andersson, känd under artistnamnet Elseebub, född 1992 i Göteborg, är en svensk låtskrivare och musikartist.
Elseebub albumdebuterade 2018 med albumet Flesh and bone på Transmopolitan Records/Border Music.

## Diskografi

### Studioalbum
- 2018 – Flesh and bone

### Singlar
- 2017 – Pines
- 2017 – Inferno
- 2017 – Please Mr. Mengele